# 羊頭灣車站
羊頭灣車站（英語：Sheepshead Bay station）是紐約地鐵BMT布萊頓線的一個快車地鐵站，位於布魯克林羊頭灣，設有Q線（任何時候停站）與B線（僅平日停站）列車服務。

## 車站結構

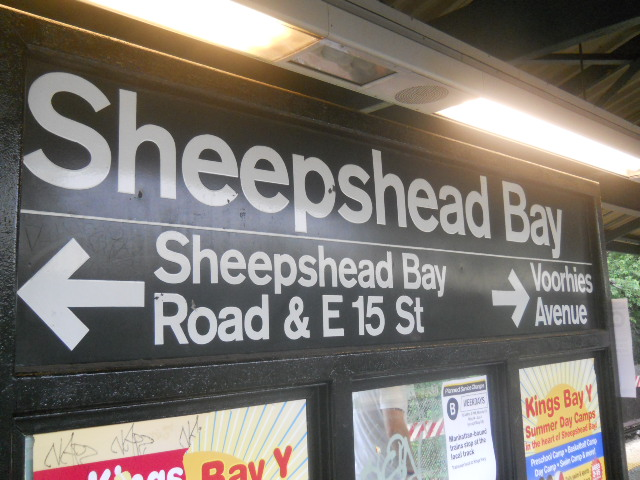
車站指示牌

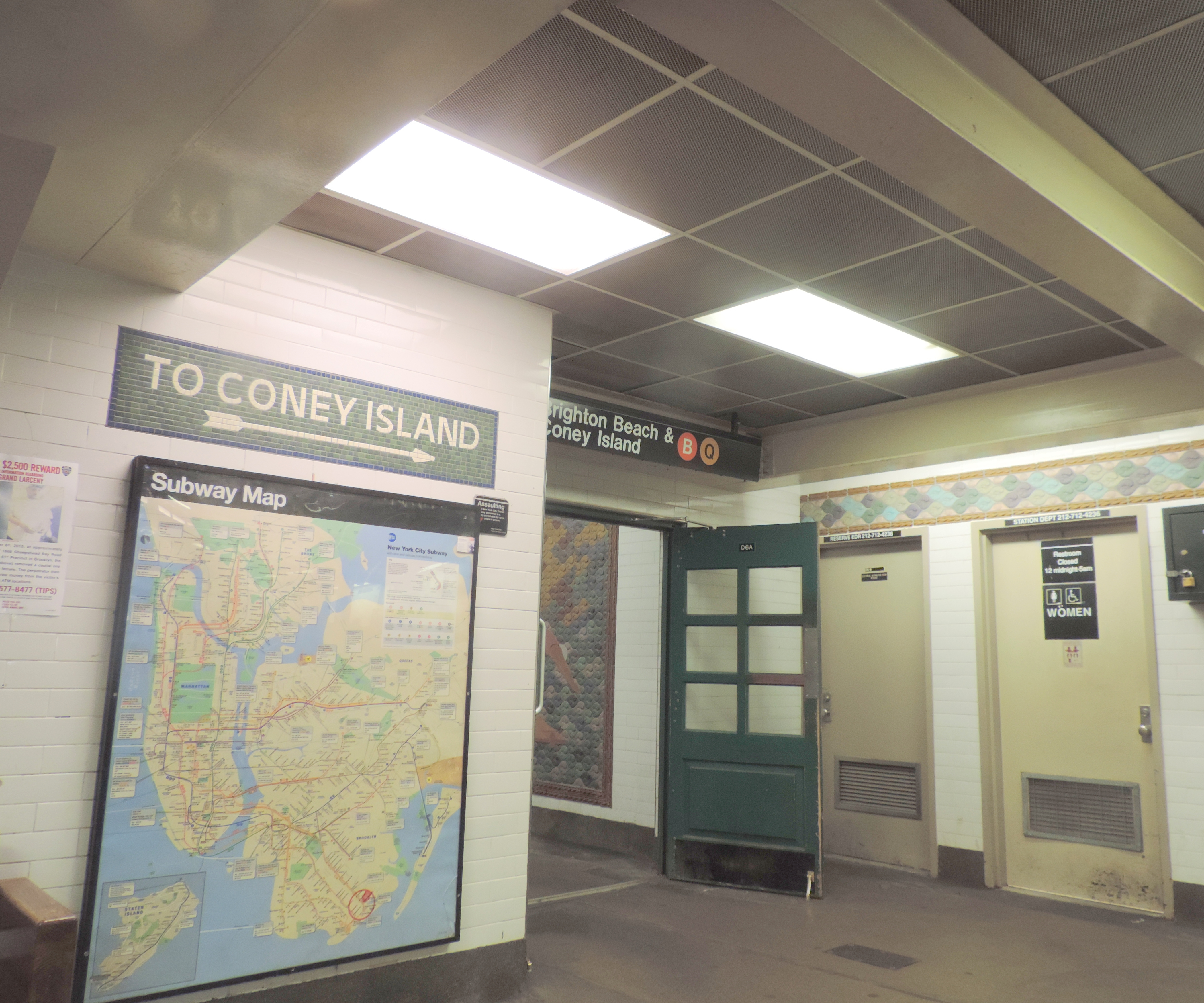
往康尼島樓梯、馬賽克

| P 月台層 | 南行                                         | 往斯提威爾大道（布萊頓海灘）                                |
| P 月台層 | 島式月台，普通列車左側開門，快速列車右側開門 |                                                             |
| P 月台層 | 南行快速                                     | 平日往布萊頓海灘（總站）                                    |
| P 月台層 | 北行快速                                     | 尖峰時段往貝德福德公園林蔭路、日中及黃昏往145街（金斯公路） |
| P 月台層 | 島式月台，普通列車左側開門，快速列車右側開門 |                                                             |
| P 月台層 | 北行                                         | 往96街（尼克路）                                            |
| G        | 街道層                                       | 出入口                                                      |
| G        | 車站屋                                       | 往出入口、車站詢問處、MetroCard自動售票機                   |

此站設有兩個島式月台和四條軌道。
月台在南端彎向西面，並曾在兩側向北延長。

## 外部連結
- nycsubway.org—BMT Brighton Line: Sheepshead Bay
- Station Reporter — Q Train
- MTA's Arts For Transit — Sheepshead Bay (BMT Brighton Line)
- The Subway Nut — Sheepshead Bay Pictures （页面存档备份，存于）
- Sheepshead Bay Road entrance from Google Maps Street View
- Voorhies Avenue entrance from Google Maps Street View （页面存档备份，存于）
- Platforms from Google Maps Street View